# 愛媛県道221号広田双海線
愛媛県道221号広田双海線（えひめけんどう221ごう ひろたふたみせん）は、愛媛県伊予郡砥部町から伊予市に至る一般県道である。

## 概要
伊予郡砥部町玉谷から伊予市双海町上灘に至る。国道56号と直接交差していないが愛媛県道222号中山双海線を通じて連絡しており、中山と双海・広田を結ぶ重要道路の一部となっている。

### 路線データ
- 起点：伊予郡砥部町玉谷 (国道379号交点)
- 終点：伊予市双海町上灘（双海駐在所交差点、国道378号交点）
- 総延長：28.7 km

## 路線状況

### 重複区間
- 愛媛県道223号中山砥部線（伊予市中山町栗田）
- 愛媛県道225号中山伊予線（伊予市中山町佐礼谷）
- 愛媛県道222号中山双海線（伊予市中山町佐礼谷 - 伊予市双海町上灘）

## 地理

### 通過する自治体
- 伊予郡砥部町
- 伊予市

### 交差する道路
| 交差する道路                                                              | 市町村名 | 市町村名 | 交差する場所 | 交差する場所            |
| ------------------------------------------------------------------------- | -------- | -------- | ------------ | ----------------------- |
| 国道379号                                                                 | 伊予郡   | 砥部町   | 玉谷         | 起点                    |
| 愛媛県道223号中山砥部線 重複区間起点                                      | 伊予市   | 伊予市   | 中山町栗田   |                         |
| 愛媛県道223号中山砥部線 重複区間終点                                      | 伊予市   | 伊予市   | 中山町栗田   |                         |
| 愛媛県道222号中山双海線                                                   | 伊予市   | 伊予市   | 中山町佐礼谷 |                         |
| 愛媛県道225号中山伊予線 重複区間起点                                      | 伊予市   | 伊予市   | 中山町佐礼谷 |                         |
| 愛媛県道222号中山双海線 重複区間起点 愛媛県道225号中山伊予線 重複区間終点 | 伊予市   | 伊予市   | 中山町佐礼谷 |                         |
| 愛媛県道222号中山双海線 重複区間終点                                      | 伊予市   | 伊予市   | 双海町上灘   |                         |
| 国道56号                                                                  | 伊予市   | 伊予市   | 双海町上灘   | [ 注釈 1 ]              |
| 愛媛県道222号中山双海線 重複区間終点                                      | 伊予市   | 伊予市   | 双海町上灘   |                         |
| 国道378号                                                                 | 伊予市   | 伊予市   | 双海町上灘   | 双海駐在所交差点 / 終点 |

### 交差する鉄道
- 予讃線

### 沿線
- 松山ロイヤルゴルフ倶楽部
- 伊予市立佐礼谷小学校
- 佐礼谷郵便局
- 伊予市立翠小学校
- 伊予市立双海中学校
- 双海郵便局

### 峠
- 鍛冶屋峠（伊予郡砥部町 - 伊予市）